# Гайл Філдер
Гайл Ебнер Філдер (англ. Guyle Abner Fielder, нар. 21 листопада 1930, Потлатч) — канадський хокеїст, що грав на позиції центрального нападника.

## Ігрова кар'єра
Професійну хокейну кар'єру розпочав 1951 року.
Протягом професійної клубної ігрової кар'єри, що тривала 23 років, захищав кольори команд «Чикаго Блекгокс», «Детройт Ред-Вінгс», «Бостон Брюїнс» та низки інших команд нижчих північноамериканських ліг.
Загалом провів 15 матчів у НХЛ, включаючи 6 ігор плей-оф Кубка Стенлі.